# La Machination (roman)
Pour les articles homonymes, voir La Machination.
La Machination est un roman français de science-fiction écrit par Christian Grenier et publié en 1973. 

## Résumé
Lionel Kancel est un jeune astronaute, pilote d'essai des vaisseaux spatiaux de la SATRI dirigée par Hoslin. Au cours du premier vol du Lumi I, qui dépasse la vitesse de la lumière, Lionel découvre Alti, une nouvelle planète du système solaire, peuplée des descendants des Atlantes terriens. Les Altiens forment une civilisation pacifique et très avancée technologiquement : ils se déplacent instantanément en utilisant des transmetteurs de matière.
Cette innovation, ramenée sur Terre, serait une révolution, mais signifierait la ruine pour la SATRI, qui détient le monopole de la construction des engins de transport. Hoslin fait tout pour empêcher Lionel de révéler cette découverte, et va jusqu'à l'accuser de haute trahison envers la Terre pour avoir voulu conclure un accord avec d'hypothétiques habitants d'une planète tournant autour d'Alpha du Centaure.
Pour faire condamner Lionel, Hoslin truque l'onirium, un dispositif dans lequel l'accusé est mis en situation, dans un rêve artificiel, de reproduire les actes qui lui sont reprochés. Grâce à Line, une Altienne venue sur Terre, la machination échoue et Hoslin, qui est allé jusqu'à assassiner le président du Monde-Uni auquel Lionel avait exposé ses découvertes, devra à son tour affronter l'onirium qui, sans trucage cette fois, établira sa culpabilité.

## Personnages principaux
- Lionel Kancel (pilote d'essai de la SATRI) alias Lio
- Hoslin (directeur de la SATRI)
- Line (Altienne amie de Lionel)
- Edward Snowly (président du Monde-Uni)

## Thèmes
Le voyage spatial, la découverte de nouvelles civilisations et le mythe de l'Atlantide sont des thèmes couramment abordés en science-fiction.
Dans ce livre destiné avant tout à la jeunesse, Christian Grenier propose également une réflexion sur le justice et les limites des moyens technologiques mis à son service.

## Publications
- édition originale : GP, coll. Rouge et Or, 1973, 190 p.
- rééditions (texte revu et corrigé) : Livre de Poche, coll. Jeunesse, 1981, 1985, 1988, 1993, 1996, 2003.

## Récompenses
- Prix ORTF 1972[Note 1].